# Neo genesis
『Neo genesis』(ねおじぇねしす) はソフトバンククリエイティブ株式会社より発売されているヴィジュアル系ロックアーティスト専門の音楽雑誌。
2005年7月29日創刊。
当初は季刊であったが、Vol.4 (第4号、2006年3月発売) からは隔月発売になり、Vol.8 (2006年12月発売) からは月刊誌になった。
インタビューや撮りおろし写真を多く掲載しており、毎号CD発売などの動きのあった人気アーティストについて30ページに渡って特集を組むなど、充実した内容になっている。
2011年3月8日発売のVol.53を最後に、以降の新刊は発売されていない。

## 関連アーティスト
- シド
- the GazettE
- アンティック-珈琲店-
- アリス九號.
- 彩冷える
- ムック
- ヴィドール
- メリー
- ナイトメア
- Angelo
- 雅-miyavi-
- LM.C
- Plastic Tree
- ViViD